# Nguyễn Thành Tài
Nguyễn Thành Tài (sinh năm 1952) là chính trị gia người Việt Nam. Ông từng là Chủ tịch UBND Quận 4, Phó Chủ tịch Thường trực Ủy ban nhân dân Thành phố Hồ Chí Minh.

## Tiểu sử
Nguyễn Thành Tài sinh tại Campuchia. Gia đình có 4 anh em tham gia kháng chiến.
Nguyễn Thành Tài là ủy viên Ban Chấp hành Đảng bộ Thành phố Hồ Chí Minh khóa 8 nhiệm kì 2005-2010, ủy viên Ban thường vụ Thành ủy Thành phố Hồ Chí Minh khóa 8, Phó Chủ tịch Ủy ban nhân dân Thành phố Hồ Chí Minh.
Năm 2010, ông là Phó Chủ tịch Thường trực Ủy ban nhân dân Thành phố Hồ Chí Minh.
Nguyễn Thành Tài là Phó Chủ tịch Ủy ban nhân dân Thành phố Hồ Chí Minh nhiệm kì 2005-2011. 

## Bê bối và Kỷ luật

### Vụ án liên quan khu nhà, đất số 8-12 đường Lê Duẩn
Ngày 4 tháng 5 năm 2018, theo kết luận của Thanh tra Chính phủ Việt Nam về việc thực hiện dự án đầu tư xây dựng khách sạn cao cấp, thương mại, dịch vụ, căn hộ cho thuê tại số 8-12 Lê Duẩn, Quận 1, Thành phố Hồ Chí Minh (rộng 4.921 m2), trong thời gian ông Tài làm Phó Chủ tịch UBND TPHCM, ông Tài đã kí nhanh nhiều văn bản chấp thuận cho Công ty Hoa Tháng Năm và các công ty không đủ năng lực khác tham gia dự án mà TTCP cho rằng đã làm thất thoát nguồn thu ngân sách. Ông Tài đã chấp thuận giá quyền sử dụng đất tại số 8 Lê Duẩn là hơn 600 tỷ đồng, giá thuê quyền sử dụng đất tại số 12 Lê Duẩn là 3.5 triệu/m2 vào năm 2010. TTCP đánh giá rằng, gần 10 năm sau - năm 2019, nếu bán đấu giá khu đất này sẽ thu về được số tiền hơn 2000 tỷ đồng. 
Ngày 8 tháng 12 năm 2018, Cơ quan Cảnh sát Điều tra, Bộ Công an (Việt Nam) đã ra quyết định khởi tố và bắt tạm giam Nguyễn Thành Tài trong vụ án hình sự Vi phạm các quy định về quản lý, sử dụng tài sản nhà nước gây thất thoát, lãng phí theo điều 219 Bộ luật Hình sự 2015.
Sáng 20-9, TAND TP.HCM xử phạt  cựu phó chủ tịch UBND TP.HCM Nguyễn Thành Tài lãnh án 8 năm tù. Cựu giám đốc Sở Tài nguyên - môi trường Đào Anh Kiệt bị tuyên phạt 5 năm tù, cựu bí thư Quận ủy quận 2 Nguyễn Hoài Nam 4 năm tù và cựu phó phòng quản lý đất Sở Tài nguyên - môi trường Trương Văn Út 3 năm tù. Bà Lê Thị Thanh Thúy, Chủ tịch HĐQT Công ty Hoa Tháng Năm, Chủ tịch HĐQT Công ty Lavenue, lĩnh án 5 năm tù. .
Ngày 17 tháng 8 năm 2021, Ban Bí thư thi hành kỷ luật bằng hình thức khai trừ ra khỏi Đảng đối với Nguyễn Thành Tài.

### Vụ án hoán đổi lấy nhà đất 185 Hai Bà Trưng (trụ sở Trung tâm Ca nhạc nhẹ TP HCM)
Ngày 19/11/2021, TAND TP HCM HĐXX tuyên phạt ông Tài 5 năm tù về tội Thiếu trách nhiệm gây hậu quả nghiêm trọng, cùng tội danh,  Vy Nhật Tảo (nguyên giám đốc Trung tâm Ca nhạc nhẹ) nhận 4 năm 6 tháng tù, bà Dương Thị Bạch Diệp (giám đốc Công ty Địa ốc Diệp Bạch Dương) lãnh mức án tù chung thân về tội Lừa đảo chiếm đoạt tài sản. Ngoài ra, HĐXX tuyên thu hồi nhà đất 185 Hai Bà Trưng trả lại cho Trung tâm Ca nhạc nhẹ. 